# لي كيو سوب
لي كيو سوب (الكورية: 이규섭) مواليد 13 نوفمبر 1977 في كوريا الجنوبية، هو لاعب كرة سلة كوري جنوبي سابق. بدأ مسيرته الاحترافية في سنة 2000. لعب مع سول سامسونج ثندرز في الدوري الكوري لكرة السلة كلاعب وسط. يبلغ طوله 6 قدم 6 بوصة (2.0 م). حقق المركز الأول في دورة الألعاب الآسيوية 2002. اعتزل اللعب في 2013.

## الميداليات
| الميدالية | المسابقة                   |
| --------- | -------------------------- |
| ذهبية     | دورة الألعاب الآسيوية 2002 |